# Dasysphinx mucescens
Dasysphinx mucescens är en fjärilsart som beskrevs av Felder 1869. Dasysphinx mucescens ingår i släktet Dasysphinx och familjen björnspinnare. Inga underarter finns listade i Catalogue of Life.